# Coskata-Coatue Wildlife Refuge
Coskata-Coatue Wildlife Refuge ist ein 1.117 Acres (4,5 km²) großes Naturschutzgebiet auf der Insel Nantucket im Bundesstaat Massachusetts der Vereinigten Staaten. Es wird von der Organisation The Trustees of Reservations verwaltet.

## Geschichte
Im 17. Jahrhundert trafen die ersten europäischen Siedler, die Nantucket erreichten, auf die dort bereits seit Jahrtausenden lebenden Wampanoag-Indianer, und übernahmen den indianischen Namen der Insel, der übersetzt etwa das Land weit draußen auf See bedeutet. Der Name ihres Häuptlings Wauwinet steht heute am Eingangstor zum Schutzgebiet. Die Wörter Coskata und Coatue stammen ebenfalls von Ortsbezeichnungen der Wampanoag ab und bedeuten übersetzt am weitläufigen Wald bzw. am Kiefernwald. Da die Siedler die Nähe zum inneren Hafen bevorzugten, blieb dieser Landstrich weitgehend unberührt.
1974 wurden den Trustees die ersten Teilbereiche des Schutzgebiets geschenkt, weitere Übereignungen folgten in den 1980er Jahren. In den 1990er Jahren konnten ergänzende Flächen erworben werden.

## Schutzgebiet
Das aus Sandstränden, Dünen und Waldflächen bestehende Schutzgebiet trennt den Nantucket Sound vom Atlantischen Ozean und ist am einfachsten über den Wasserweg oder über die Strände zugänglich und zieht regelmäßig Touristen sowie Naturliebhaber an, die Vögel beobachten, angeln oder den Leuchtturm Great Point Light besuchen wollen. Im Schutzgebiet gedeihen maritime Eichenwälder sowie Virginischer Wacholder, der dort das größte Vorkommen seiner Art in ganz Neuengland bildet. An der Küste können Pfeilschwanzkrebse und Seehunde beobachtet werden. Insgesamt stehen den Besuchern 16 mi (25,7 km) Wanderwege sowie mehrere Kilometer Küstenlinie zur Verfügung. Für Fußgänger ist das Schutzgebiet kostenfrei zugänglich.